# Passiflora ferruginea
Passiflora ferruginea Mast. – gatunek rośliny z rodziny męczennicowatych (Passifloraceae Juss. ex Kunth in Humb.). Występuje naturalnie w Peru, północne Boliwii oraz w Brazylii. 

## Morfologia
PokrójZdrewniałe, trwałe, owłosione liany.
LiścieOwalnie i potrójnie klapowane, rozwarte u podstawy. Mają 6,5–8,5 cm długości oraz 3,5–6,5 cm szerokości. Ząbkowane, z tępym wierzchołkiem. Ogonek liściowy jest owłosiony i ma długość 10–50 mm. Przylistki są liniowe.
KwiatyPojedyncze lub zebrane w pary. Działki kielicha są lancetowate, mają 5,5–6,5 cm długości. Płatki są liniowe, mają 1,5–2,5 cm długości. Przykoronek ułożony jest w 4–5 rzędach, biało-fioletowy, ma 1–20 mm długości.
OwoceSą jajowatego kształtu. Mają 3,5 cm długości i 2,5–3 cm średnicy.